# Josep Pasqual Tirado
Josep Pasqual Tirado (Castellón de la Plana, 1884 - 1937) fue un escritor español.
Tombatossals, su mejor aportación, está considerada como la obra valenciana narrativa más perfeccionada de las primeras cuatro décadas del siglo XX.
Incorporada a la cultura popular y tradicional, su carácter mitológico la sitúa en un lugar muy especial dentro de la literatura valenciana, ya que intentando justificar míticamente el pueblo de Castellón de la Plana, trasciende de sí misma, cargada de una capacidad simbólica inagotable.
Así pues, las aventuras del gigante Tombatossals en la corte del rey Barbut y en la conquista de las Islas Columbretes se muestran al mismo tiempo como mito, símbolo y señal.
La compositora Matilde Salvador compuso en el año 1943 la ópera La filla del rei Barbut, basada en Tombatossals.

## Publicaciones
- Fruita de Repom (1921)
- Tombatossals (1930). ISBN 84-95881-71-3, ISBN 84-7502-211-1, ISBN 84-923940-0-5, ISBN 84-9789-218-6, ISBN 84-95881-69-1.
- De la meua Garbera (1935). ISBN 84-85104-15-3, ISBN 84-7580-269-9, ISBN 84-7822-181-6.

## Traducciones

### Francés
- Cassecoteaux (2008) Trad. de M. E. Barreda, A. Beltran, C. Gil. N. Martínez, M. Perpén, X. Sebastià i M. T. Ulldemolins ISBN 978-84-96983-09-0

- Datos: Q9013301